# カサナテンセ図書館
カサナテンセ図書館（カサナテンセとしょかん、イタリア語: Biblioteca Casanatense）はローマにある図書館である。図書館の名前は、ジェロラモ・カサナテ(Gerolamo Casanate, 1620-1700) 枢機卿にちなむ。資料によっては、カサナテンセ文庫、ローマ・カサナテ国立図書館と表記する場合もある。

## 沿革
ドミニコ会のサンタ・マリア・ソプラ・ミネルヴァ (Santa Maria sopra Minerva) 教会の付属図書館が起源の図書館で、ジェロラモ・カサナテ枢機卿の意思で1701年11月3日から一般に公開されるようになった。

## 蔵書
もとは2万5千冊からなる同枢機卿の個人コレクションの書籍を収蔵していたが、その後寄贈により数は増え、今ではマニュスクリプト6千冊を含む約40万冊の蔵書を誇る。ローマにおいては、バチカン図書館、ローマ国立中央図書館につぐ蔵書数である。現在となっては貴重書となったものばかりが収蔵されている。
日本に関係した文献としては、「さるばとる・むんぢ」や長崎版「どちりな・きりしたん」の国字本 (1600年出版の再刊本) が収蔵されており、キリシタン関連や国語関連の研究者の間ではよく知られた図書館である。

### 注
1. ↑  スペルは歴史的には一定した表記がなく、GerolamoではなくGirolamoと表記したり、CasanateではなくCasanataやCasanattaと書く場合もある。